# まんまる四角
『まんまる四角』（まんまるしかく）は、1973年1月5日から同年6月29日までTBS系列で放映されていたTBS製作のテレビドラマである。全26話。放映時間は毎週金曜 20:00 - 20:56 （日本標準時）。
子連れ同士の再婚となった中年夫婦と、その連れ子達の日常を描いた作品。

## キャスト

### 本田家
- くに子：京マチ子
- 大介：桜木健一
- タケ子：小鹿ミキ
- キヨ：浪花千栄子

### 春山家
- 俊作：二谷英明
- 英一郎：坂本九
- 房子：沢田雅美
- 悦子：水沢あき子
- 吾平：志村喬

### とん春
- フミ子：木内みどり
- とん平：高松しげお
- とし子：国睦子

### 桔梗屋
- 吉田：犬塚弘
- 一郎：小倉一郎

### わかくさ
- 道子：園佳也子
- 弘志：宮脇康之
- アケミ：天野満里子

### その他の人物
- 立花：宗方勝巳
- かおり：加賀まりこ
- 雄太郎：多々良純

## 主題歌
「夜も昼も」
作詞：阿久悠 / 作曲：森田公一 / 歌：坂本九

## ネット局
系列は本作放送当時のものを記載。
| 放送対象地域   | 放送局       | 系列                   | 放送時間                                | 備考 |
| -------------- | ------------ | ---------------------- | --------------------------------------- | --- |
| 関東広域圏     | 東京放送     | TBS系列                | 金曜 20:00 - 20:56                      | 現・TBSテレビ 製作局 |
| 北海道         | 北海道放送   | TBS系列                | 金曜 20:00 - 20:56                      | |
| 岩手県         | 岩手放送     | TBS系列                | 金曜 20:00 - 20:56                      | 現・IBC岩手放送 |
| 宮城県         | 東北放送     | TBS系列                | 金曜 20:00 - 20:56                      | |
| 新潟県         | 新潟放送     | TBS系列                | 金曜 20:00 - 20:56                      | |
| 山梨県         | テレビ山梨   | TBS系列                | 金曜 20:00 - 20:56                      | |
| 中京広域圏     | 中部日本放送 | TBS系列                | 金曜 20:00 - 20:56                      | 現・CBCテレビ |
| 近畿広域圏     | 朝日放送     | TBS系列                | 金曜 20:00 - 20:56                      | 現・朝日放送テレビ |
| 島根県・鳥取県 | 山陰放送     | TBS系列                | 金曜 20:00 - 20:56                      | |
| 岡山県         | 山陽放送     | TBS系列                | 金曜 20:00 - 20:56                      | 現・RSK山陽放送 当時の放送対象地域は岡山県のみ                                                                               |
| 広島県         | 中国放送     | TBS系列                | 金曜 20:00 - 20:56                      | |
| 福岡県         | RKB毎日放送  | TBS系列                | 金曜 20:00 - 20:56                      | |
| 大分県         | 大分放送     | TBS系列                | 金曜 20:00 - 20:56                      | |
| 沖縄県         | 琉球放送     | TBS系列                | 金曜 20:00 - 20:56                      | |
| 高知県         | テレビ高知   | TBS系列                | 日曜 16:30 - 17:25 ↓ 金曜 22:00 - 22:56 | 1973年4月改編で放送時間変更。当時金曜20時台では、 『非情のライセンス』（NET制作）など 別番組を放送していたため、時差ネット。 |
| 長野県         | 信越放送     | TBS系列                | 日曜 16:30 - 17:25                      | いずれも当時金曜20時台では、 『太陽にほえろ!』（日本テレビ制作）を 同時ネットしていたため、時差ネット。                      |
| 静岡県         | 静岡放送     | TBS系列                | 日曜 16:30 - 17:25                      | いずれも当時金曜20時台では、 『太陽にほえろ!』（日本テレビ制作）を 同時ネットしていたため、時差ネット。                      |
| 長崎県         | 長崎放送     | TBS系列                | 日曜 16:30 - 17:25                      | いずれも当時金曜20時台では、 『太陽にほえろ!』（日本テレビ制作）を 同時ネットしていたため、時差ネット。                      |
| 熊本県         | 熊本放送     | TBS系列                | 日曜 16:30 - 17:25                      | いずれも当時金曜20時台では、 『太陽にほえろ!』（日本テレビ制作）を 同時ネットしていたため、時差ネット。                      |
| 宮崎県         | 宮崎放送     | TBS系列                | 日曜 16:30 - 17:25                      | いずれも当時金曜20時台では、 『太陽にほえろ!』（日本テレビ制作）を 同時ネットしていたため、時差ネット。                      |
| 鹿児島県       | 南日本放送   | TBS系列                | 日曜 16:00 - 16:55                      | いずれも当時金曜20時台では、 『太陽にほえろ!』（日本テレビ制作）を 同時ネットしていたため、時差ネット。                      |
| 秋田県         | 秋田放送     | 日本テレビ系列         | 日曜 22:30 - 23:25                      | |
| 山形県         | 山形テレビ   | フジテレビ系列         | 火曜 22:00 - 22:56                      | |
| 福島県         | 福島テレビ   | TBS系列 フジテレビ系列 | 日曜 17:30 - 18:25                      | |
| 福井県         | 福井放送     | 日本テレビ系列         | 日曜 17:30 - 18:25                      | |
| 愛媛県         | 南海放送     | 日本テレビ系列         | 日曜 17:30 - 18:25                      | |